# Lutowiska (Ukraina)
Lutowiska (ukr. Лютовиська) – wieś w rejonie samborskim (wcześniej w rejonie starosamborskim) obwodu lwowskiego Ukrainy. Wieś liczy około 544 mieszkańców. Jest siedzibą silskiej rady, pod którą podlega również Bukowa, Bylice. Pierwsza wzmianka o wsi pochodzi z 1515 r.
W 1921 r. liczyły około 592 mieszkańców. Przed II wojną światową należały do powiatu samborskiego w województwie lwowskim. 

## Ważniejsze obiekty
- Cerkiew prawosławna